# Dolkova špica
Dolkova špica (2591 m) je gora v Julijskih Alpah. Njen vrh se nahaja med Škrlatico in Stenarjem, nad zatrepom doline Krnica pri Kranjski Gori. Najbolj konvencionalni izhodišči za pristop na goro sta Koča v Krnici in Aljažev dom v Vratih.